# راشمور (مینه‌سوتا)
راشمور، مینه‌سوتا (به انگلیسی: Rushmore, Minnesota) یک شهر در ایالات متحده آمریکا است که در شهرستان نوبلز، مینه‌سوتا واقع شده‌است.

## خصوصیات
راشمور ۰٫۶۵ کیلومترمربع مساحت و ۳۴۲ نفر جمعیت دارد و ۵۰۶ متر بالاتر از سطح دریا واقع شده‌است.